# Дитц, Джордж
Джордж Джон Дитц (англ. George John Dietz; 9 января 1880 — 19 апреля 1965, Нью-Йорк) — американский гребец, чемпион летних Олимпийских игр 1904.
На Играх 1904 в Сент-Луисе Дитц участвовал только в соревнованиях четвёрок без рулевого. Его команда заняла первое место с результатом 9:05,8 и выиграла золотые медали.